# Stráň (Potůčky)
Stráň (deutsch Ziegenschacht) ist ein Ortsteil der Gemeinde Potůčky (Breitenbach) in Tschechien.

## Geografie
Der Ortsteil liegt im böhmischen Teil des Erzgebirges südlich von Potůčky. Einige der wenigen Häuser erstrecken sich am Breitenbach entlang der Straße II. Klasse 221, die bis in das 19. Jahrhundert als Plattener Pass eine wichtige Verkehrsader auf dem Weg nach Karlsbad war. Weitere Häuser stehen etwa 500 m weiter östlich am Kozí potok (Ziegenbach), wo vor der Vertreibung der deutschen Bevölkerung nach dem Zweiten Weltkrieg ein Großteil der Bevölkerung angesiedelt war.

## Geschichte

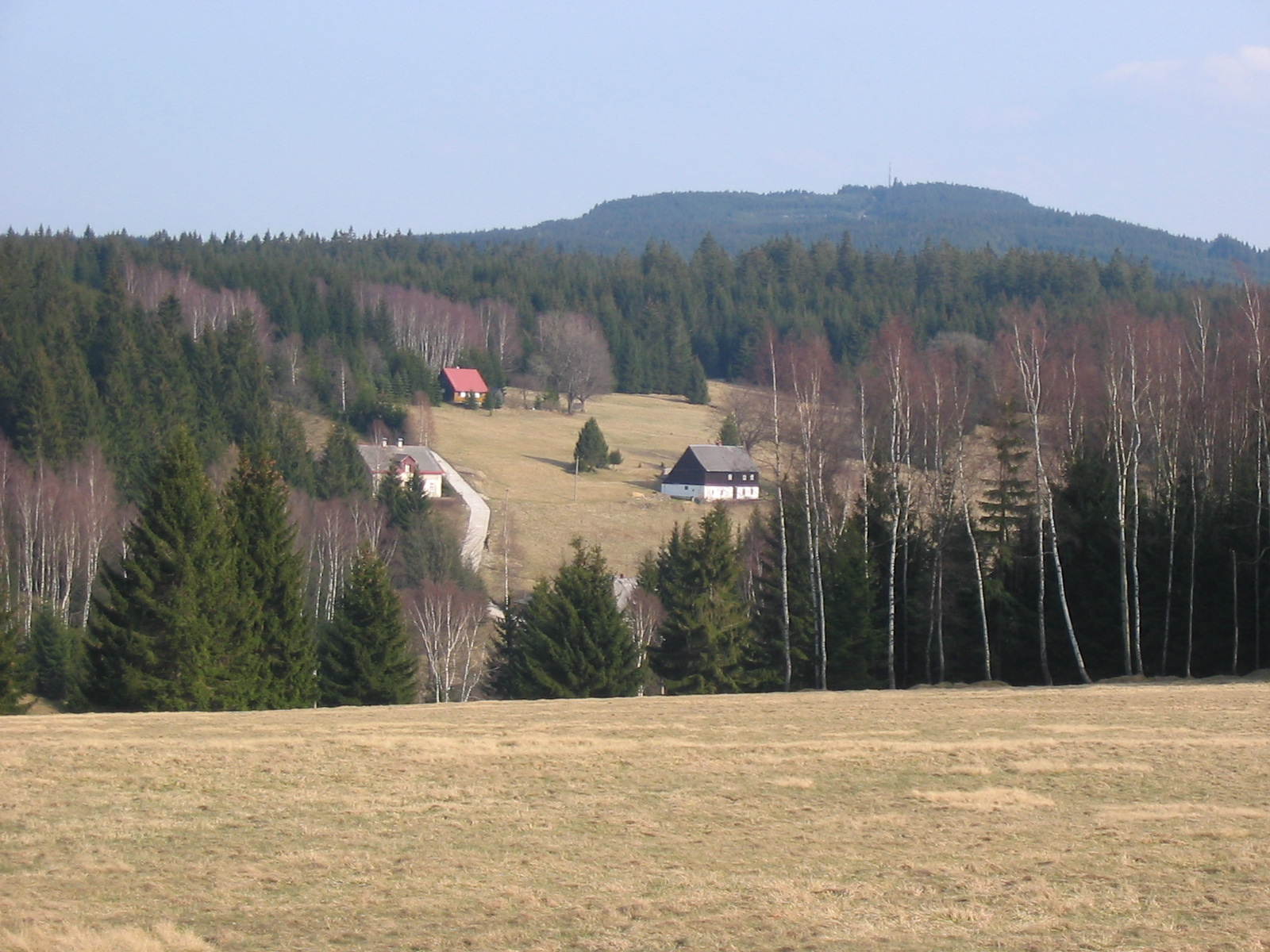
Stráň vor dem Plattenberg (Blatenský vrch)

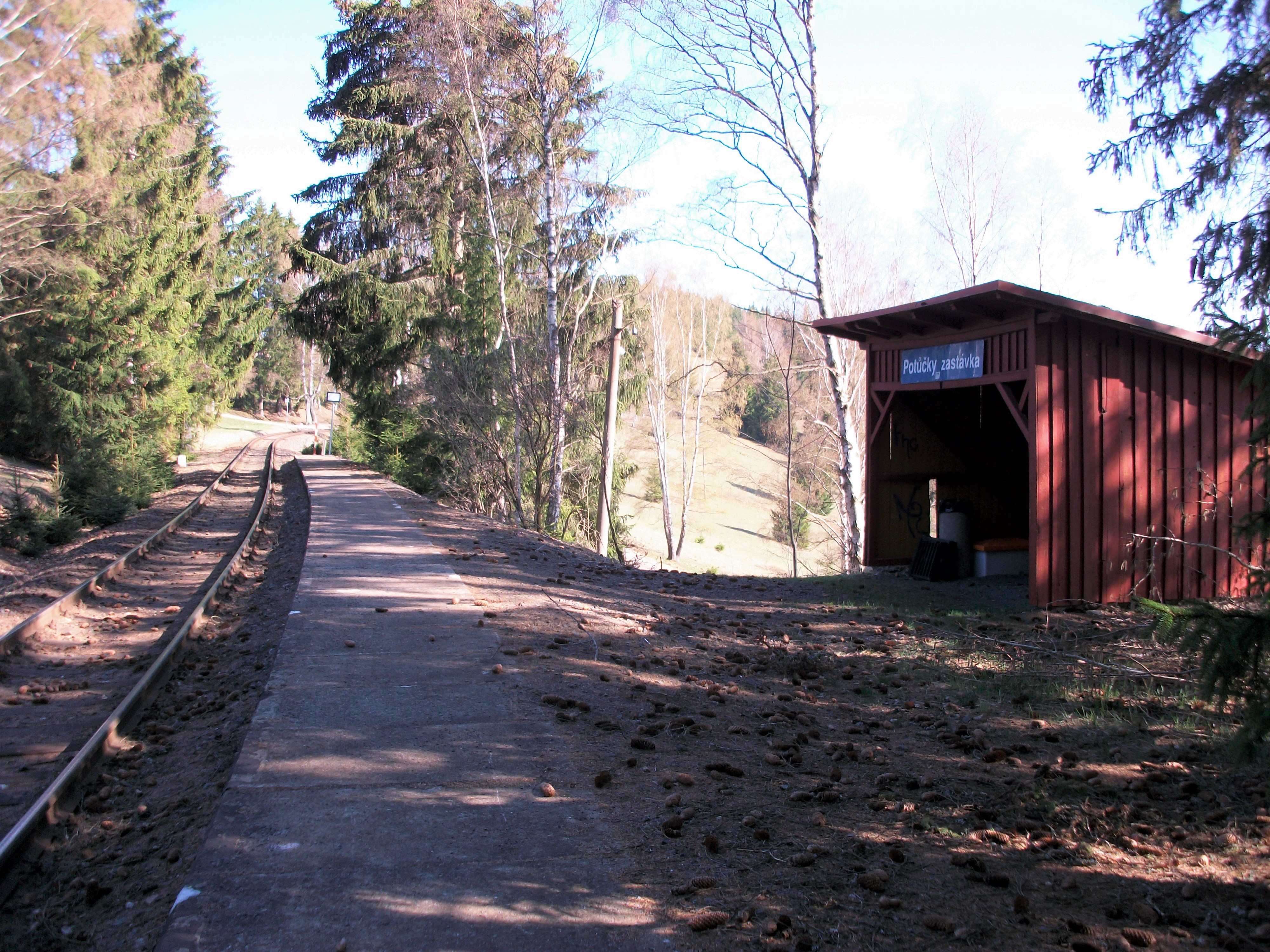
Potůčky zastávka in Stráň (Ziegenschacht) (2019)

Der Ort, dessen Name vermutlich von Ziche, einer veralteten Bezeichnung der Kiefer abzuleiten ist, wird 1520 erwähnt, als Wilhelm von Tettau hier ein Seifen-Lehen auf Zinn vergibt. Nach dem Schmalkaldischen Krieg gelangte das Gebiet durch den Prager Vertrag (1546) mit dem südlichen Teil des sächsischen Kreisamtes Schwarzenberg an die böhmische Krone. Wie überall in diesem Gebiet lebte auch diese Ortschaft vom Bergbau. Neben dem Zinnbergbau wurde auch etwas Silber gefunden, so dass 1620 eine Silberhütte erwähnt wird. In der Grube "Dorothea" wurde zwischen dem Anfang des 17. Jahrhunderts bis zum Ende des 18. Jahrhunderts Zinn gewonnen.  
Ziegenschacht war zur Pfarrkirche St. Laurentius in Platten gepfarrt. Bis zur Aufhebung der Patrimonialgerichtsbarkeit 1848/49 gehörte Ziegenschacht zum k. k. Montanwalddominium St. Joachimsthal, das vom k. k. Bergoberamt St. Joachimsthal verwaltet wurde. 1847 zählte der Ort 18 Häuser und 148 Einwohner, eine Schule unter dem Patronat des Oberamtes sowie ein Jägerhaus. Im Zuge der böhmischen Verwaltungsreform wurde Ziegenschacht nach Breitenbach eingemeindet und gehörte zum Gerichtsbezirk Platten, in der Bezirkshauptmannschaft St. Joachimsthal. 
Nach dem Münchner Abkommen wurde der Ort dem Deutschen Reich zugeschlagen und gehörte bis 1945 zum Landkreis Neudek. 1932 erhielt der Ort durch den oberhalb der Dreckschänke gelegenen Haltepunkt Breitenbach (heute Potůčky zastávka) direkten Anschluss an die Eisenbahnlinie Johanngeorgenstadt–Karlsbad. Nach 1945 wurden die deutsche Bevölkerung vertrieben und Ziegenschacht in Stráň umbenannt.

## Entwicklung der Einwohnerzahl
| Jahr | Einwohnerzahl |
| ---- | ------------- |
| 1869 | 150           |
| 1880 | 178           |
| 1890 | 164           |
| 1900 | 240           |
| 1910 | 266           |

| Jahr | Einwohnerzahl |
| ---- | ------------- |
| 1921 | 220           |
| 1930 | 212           |
| 1950 | 88            |
| 1961 | 50            |
| 1970 | 49            |

| Jahr | Einwohnerzahl |
| ---- | ------------- |
| 1980 | 16            |
| 1991 | 17            |
| 2001 | 12            |
| 2011 | 34            |